# Laguiole - Le Bouyssou
Pour les articles homonymes, voir Laguiole et Bouyssou.
La station de ski de Laguiole - Le Bouyssou est située sur la commune de Laguiole, dans le nord de l'Aveyron.

## Situation
Cette station familiale de l'Aubrac se situe à 10 kilomètres à l'est de la ville de Laguiole et à 70 km au nord de la ville de Rodez. Elle s'étend sur deux domaines distincts : le "Bouyssou" et la "Source", ce dernier étant situé un peu plus bas en altitude et plus proche du bourg de Laguiole.
Le bas de la station se situe à environ 1 200 m d'altitude et le haut des pistes culmine à environ 1 400 m.

## Ski de piste
- 14 pistes de ski alpin sur les deux domaines cumulés
- 5 pistes équipées de canons à neige : Le Lac I - Le Lac II - Le Chalet - le jardin d'enfants - la Source Blanche
- 10 remontées mécaniques
- 1 grande piste de luge (avec canon à neige)
- 1 jardin d'enfants (avec télésucette)
- 1 snowpark (accès téléski du Bosquet)

## Ski de fond
160 km de pistes tracées et balisées (skating et alternatif) sur le domaine skiable de l’Aubrac : Aubrac (40 km), Brameloup (41 km - 2e station de ski alpin de l’Aubrac), Laguiole (50 km), Nasbinals (15 km), Saint-Urcize (45 km). Boucles tous niveaux : balisage vert, bleu, rouge, noir. Parcours de liaisons entre chaque station fléchés en jaune.

## Randonnée nordique
Le secteur de la Source a 2 pistes de randonnée nordique (ski de fond sur neige non damée).
Ces parcours sont de 4 et 8 kilomètres.

## Raquettes

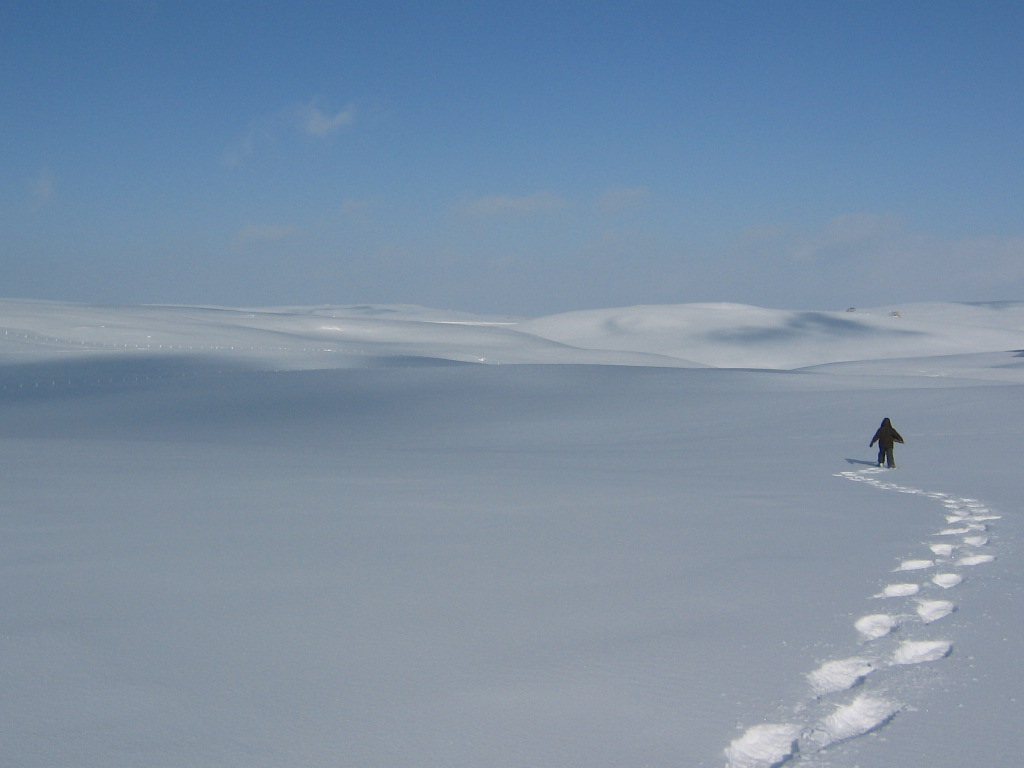
Promenade en raquettes à la station du Bouyssou

Six parcours de raquettes sont à la disposition des visiteurs au Bouyssou.

## Balades
Les pistes réservées à la pratique de la raquette peuvent aussi être utilisées pour la marche à pied dans la neige (2 parcours de 3 kilomètres chacun environ).
Ce type de balade à vue nécessite de très bonnes conditions météorologiques.

## Événements
Le ski club de Laguiole et la coopérative fromagère Jeune Montagne, organisent la Course du fromage à la station, compétition de ski alpin ouverte aux licenciées de tout age, reprise en février 2022 après quelques années sans course.

## Accès au Bouyssou
La station est desservi par la RD 15.
- Aéroport de Rodez-Marcillac à 70 kilomètres
- Gare de Rodez à 65 kilomètres